# Большой медосос-мао
Большой медосос-мао, или большой мао (лат. Gymnomyza viridis) — вид птиц рода медососы-мао (Gymnomyza) из семейства медососовых (Meliphagidae). Эндемик Фиджи.

## Таксономия
Вид считался аналогом Gymnomyza brunneirostris, хотя у них наблюдались как фенотипические, так и поведенческие различия. Молекулярное филогенетическое исследование, опубликованное в 2014 году, показало, что они также значительно различаются по последовательностям митохондриальной ДНК, и предположило, что G. viridis brunneirostris следует повысить до уровня вида. Международный союз орнитологов принял эти предложения и ввёл названия G. viridis и G. brunneirostris.

## Ареал и местообитание
Эндемик Фиджи. Встречается на островах Вануа-Леву и Тавеуни архипелага Фиджи. Обитает в субтропических и тропических влажных низинных лесах и субтропических и тропических влажных горных лесах.

## Охранный статус
Большой медосос-мао классифицируется как «вид, вызывающий наименьшие опасения» в Красном списке угрожаемых видов МСОП. Однако ему угрожает потеря среды обитания.